# Muppet Classic Theater
Muppet Classic Theater is een direct-naar-video met in de hoofdrol Jim Hensons Muppets die is uitgebracht in 1994.
In het Muppet-theater presenteren Gonzo en Rizzo zes sprookjes en mythen die worden opgevoerd door de Muppets. Onder meer Kermit de Kikker, Miss Piggy, Fozzie Beer en Robin de Kikker figureren in de verschillende verhalen. In deze productie komen Andy en Randy Pig en de Elvises voor de eerste maal voor, die later ook speelden in afleveringen van Muppets Tonight.
In elk verhaal wordt door de Muppets een lied gezongen dat speciaal is geschreven door Philip Balsam en Dennis Lee.

## Verhalen
- "Three Little Pigs" ("De wolf en de drie biggetjes")
- "King Midas" ("Koning Midas")
- "Rumpelstiltskin" ("Repelsteeltje")
- "The Boy Who Cried Wolf" ("De jongen die de wolven roept")
- "The Emperor's New Clothes" ("De nieuwe kleren van de keizer")
- "The Elves and the Shoemakers" ("De kabouters")

## Medewerkers

### Poppenspelers
Dave Goelz, Jerry Nelson, Steve Whitmire, Frank Oz, Bill Barretta, Julianne Buescher, Brian Henson, Bruce Lanoil, Allan Trautman, Cheryl Blaylock, Tim Blaney, Kevin Carlson, Terri Hardin, Drew Massey, James Murray, Joe Selph en Michelan Sisti

### Schrijvers
Bill Prady ("King Midas" en "The Boy Who Cried Wolf") en Jim Lewis ("The Three Little Pigs", "Rumpelstilskin", "The Emperor's New Clothes" en "The Elves and the Shoemaker").